# UniSexBlues
UniSexBlues – czwarty solowy album Kasi Nosowskiej wydany 28 maja 2007. Album promował utwór "Era Retuszera", którego premierowe wykonanie miało miejsce na gali Fryderyków 2007. Na płycie gościnnie pojawili się Stanisław Sojka i Yumiko Ishijima. Tekst utworu "My Faith is stronger than the Hills" stanowi wiersz "My Faith is larger than the Hills" autorstwa Emily Dickinson. Płyta sprzedała się w ilości ponad 15 tysięcy egzemplarzy przez co uzyskała status złotej. Nagrania dotarły do 1. miejsca listy OLiS.

## Lista utworów
1. "Era retuszera" - 3:51
2. "Grand Prix" - 4:01
3. "Makro" - 4:23
4. "Nerwy i wiktoriańscy lekarze" - 3:13
5. "Kasitet romans" - 3:11
6. "My Faith is stronger than the Hills" - 3:57
7. "UniSexBlues" - 4:59
8. "Metempsycho" - 5:21
9. "Sub Rosa" - 2:58
10. "Simple Present" - 4:06
11. "Poli D.N.O." - 3:16
12. "Odrobina dyskomfortu" - 3:21
13. "Karatetyka" - 3:54
14. Konsorcjum K. C. K. - 6:20